# Burgstall Ruhstorf
Der Burgstall Ruhstorf ist eine abgegangene Niederungsburg in dem niederbayerischen Markt Ruhstorf an der Rott im Landkreis Passau. Die Anlage wird als Bodendenkmal unter der Aktennummer D-2-7546-0053 als „verebneter mittelalterlicher Burgstall und späterer Hofmarkssitz Ruhstorf a.d.Rott“ geführt. Er liegt etwa 400 m östlich von der Pfarrkirche Maria Himmelfahrt in Ruhstorf.

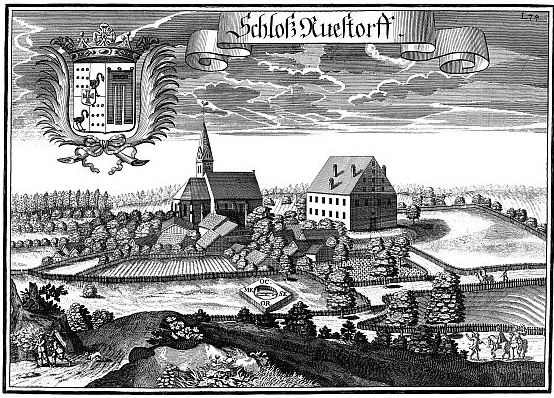
Schloss Ruhstorf nach einem Stich von Michael Wening (1726)

## Geschichte
Ruhstorf erscheint in den schriftlichen Quellen erstmals 1188, als der Passauer Bischof Diepold von Berg dem Kloster Vornbach die Pfarrkirche zu Sulzbach mit der zugehörigen Kapelle in Ruhsdorf übergab. Ein ortsadeliges Geschlecht, das sich nach Ruhstorf benannte, tritt im ausgehenden 13. Jahrhundert mit einem Wernhero Walchuno de Ruestorf auf. Bei den Ruhstorfern handelt es sich um ein Ministerialengeschlecht der Wittelsbacher, wie aus einer Urkunde von 1318 ersichtlich ist. Die Ruhstorfer starben 1735 aus, ihr Stammsitz blieb bis zuletzt in ihrem Besitz. Mit dem Tod des letzten Ruhstorfers ging die Hofmark über die Schwester des letzten Ruhstorfers auf dem Heiratsweg an die Grafen Fränking über und hat in der Folge die gleiche Besitzergeschichte wie die Hofmark Kleeberg durchlaufen. Deren Tochter verehelichte sich mit Maximilian Ferdinand von Tauffkirchen. Die Grafen von Tauffkirchen blieben bis ins 19. Jahrhundert im Besitz der Hofmark, die dem Landgericht Griesbach zugeordnet war.

## Beschreibung
Das Schloss Ruhstorf war ein zweistöckiger Bau, der mit einem steilen Satteldach gedeckt war.
Auf dem Urkataster von Bayern ist der Burgstall Ruhstorf als ein von Graben und Wall umschlossener Komplex von 70 m Breite und 80 m Länge zu erkennen. Heute ist dieser Bereich des abgegangenen Hofmarkschlosses zwischen Erlenweg und Caritasweg modern überbaut.